# Paralisi cerebrale spastica
La paralisi cerebrale spastica (PC spastica) è il tipo di paralisi cerebrale in cui la spasticità è il sintomo prevalente. Si tratta di un termine generico che comprende emiplegia spastica, diplegia spastica, quadriplegia spastica e - in cui è interessato solo un arto o un'area specifica del corpo - monoplegia spastica. La paralisi cerebrale spastica colpisce la corteccia cerebrale ed è il tipo più comune di paralisi cerebrale generale.
La Society for Cerebral Palsy in Europe (SCPE) stima che la classificazione della paralisi cerebrale spastica occupa oltre il 90% dei casi di paralisi cerebrale globale.  Alcune stime scientifiche più conservative collocano la prevalenza della paralisi cerebrale spastica o la sola spasticità in qualsiasi punto dal 70-80% di tutti i casi, lasciando le forme di paralisi cerebrale atassica,  paralisi cerebrale discinetica e paralisi cerebrale atetoide al 20-30% della totalità dei casi di paralisi cerebrale.

## Sintomatologia

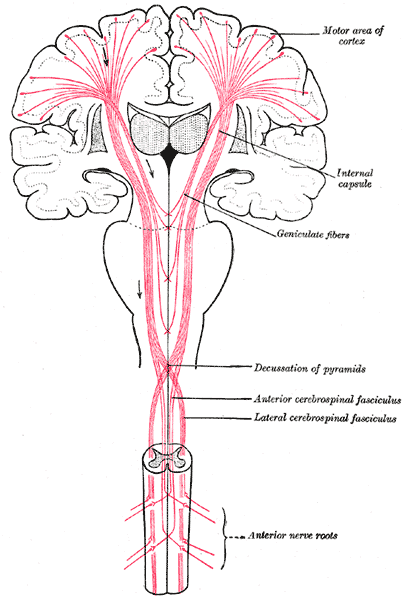
Via neurale (dove si verifica la lesione UMN)

Le persone con spasticità da PC sono ipertoniche, cioè presentano gruppi muscolari molto rigidi e stretti, molto più grandi dei tipici esseri umani, e hanno quello che è essenzialmente un danno alla mobilità neuromuscolare (piuttosto che ipotonia o paralisi) che deriva da un lesione del motoneurone superiore nel cervello. Il tratto corticospinale o la corteccia motoria sono le posizioni più comuni delle lesioni.
I muscoli spastici si contraggono continuamente, perché i nervi corrispondenti sovraccaricano permanentemente lo stimolo di stringere. Ciò è causato dalla loro incapacità di assorbire correttamente GABA,o acido gamma amino butirrico. La tensione, oltre a limitare i movimenti, agisce anche come una forza opprimente ai muscoli e alle articolazioni vicini, lasciando alla fine l'intero scheletro deformato. Il piede equino e la displasia dell'anca sono le due deformità più frequenti nei bambini con paralisi cerebrale. Le posture o deformità anomale sono generalmente associate al difetto dei muscoli antigravitari, quali estensori della gamba e flessori del braccio. All'inizio queste deformità sono di natura dinamica ma nel tempo diventano statiche o fisse anche note come contratture articolari. Ciò è particolarmente vero se la fisioterapia non viene istituita in modo tempestivo e adeguato.
I cambiamenti nella spasticità e posture corrispondenti possono verificarsi anche con altre attività cerebrali, come eccitazione, paura o ansia o persino dolore, che aumentano la tensione muscolare.
Una persona con PC spastica mostrerà comunemente, oltre al tono muscolare più elevato, riflessi primitivi persistenti, maggiori riflessi di stiramento, riflesso plantare e clone della caviglia.
Un terzo delle persone con paralisi cerebrale ha convulsioni (più comune nella PC spastica). Possono verificarsi disturbi audiovisivi, cognitivi e disturbi comportamentali.

## Patogenesi
La lesione del motoneurone superiore nel cervello altera la capacità di alcuni recettori nervosi nella colonna vertebrale di ricevere correttamente l'acido gamma amino butirrico (GABA). Ciò porta a ipertonia nei muscoli innervati dai nervi danneggiati. Gli arti e le aree del corpo in cui si manifesta ipertonia possono essere isolate o anche gruppi muscolari, a seconda di quali specifici gruppi nervosi all'interno della colonna vertebrale non siano in grado di ricevere GABA. Pertanto, la PC spastica è spesso designata dalla topografia corporea.

## Diagnosi

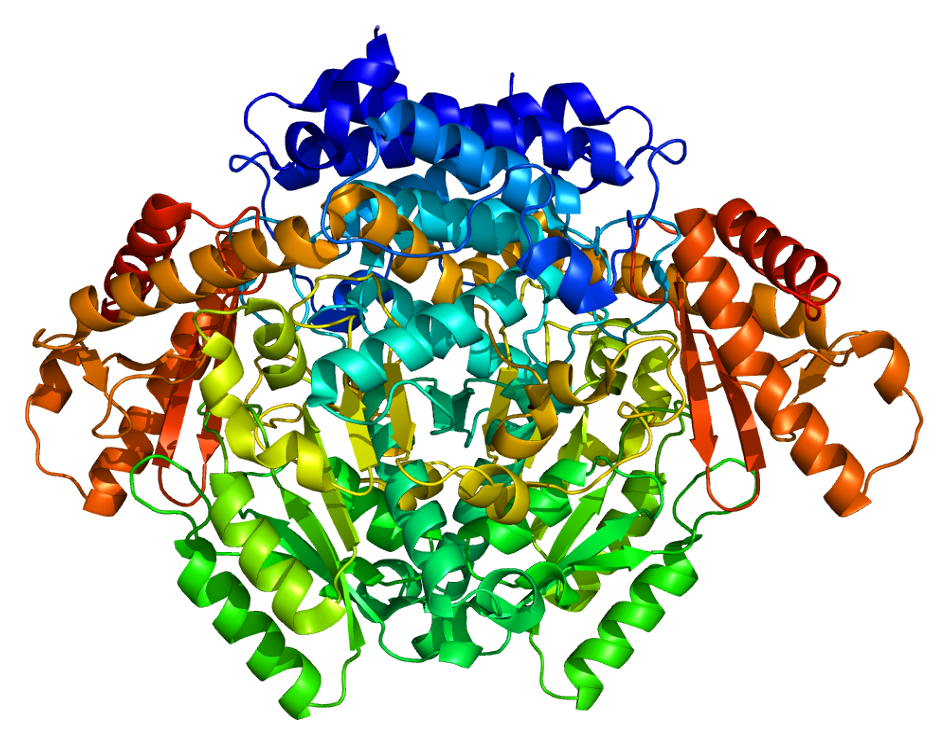
Proteine GAD1

### Tipi

#### Classificazioni scientifiche
In alcuni casi, la paralisi cerebrale spastica è causata da fattori genetici. I fattori genetici per la paralisi cerebrale spastica includono: 
| genere | OMIM   | Gene    | località |
| ------ | ------ | ------- | -------- |
| CPSQ1  | 603513 | GAD1    | 2q31     |
| CPSQ2  | 612900 | ANKRD15 | 9p24.3   |
| CPSQ3  | 612936 | AP4M1   | 7q22.1   |

Sebbene abbia le sue origini in una lesione cerebrale, la PC spastica può essere in gran parte considerata come un insieme di problemi ortopedici e neuromuscolari a causa di come si manifesta sintomaticamente nel corso della durata della vita della persona. La quadriplegia spastica in particolare, specialmente se combinata con problemi di linguaggio verbale e strabismo, può far pensare che questi pazienti abbiano un quoziente intellettivo più basso della media. L'intelligenza di una persona con qualsiasi tipo di PC spastico non è influenzata dalla spasticità .
- L'emiplegia spastica colpisce un solo lato. Generalmente, le lesioni ai nervi muscolari controllati dalla parte sinistra del cervello causeranno un deficit del corpo destro e viceversa. In genere, le persone che hanno emiplegia spastica sono le più ambulatoriali di tutte le forme, sebbene generalmente abbiano una lieve instabilità sul lato interessato e sono principalmente prescritte ortesi alla caviglia per prevenire suddetta instabilità.
- La diplegia spastica colpisce le estremità inferiori, con poca o nessuna spasticità della parte superiore del corpo. È la forma più comune delle forme spastiche (70-80% dei casi noti), la maggior parte delle persone con diplegia spastica sono completamente deambulanti, ma hanno un'andatura "a forbice". Sono presenti ginocchia e fianchi flessi a vari livelli e adduzione da moderata a grave (derivante da muscoli adduttori stretti e muscoli abduttori relativamente deboli). L'analisi dell'andatura viene spesso eseguita nella prima infanzia su base semi-regolare e spesso vengono forniti dispositivi di assistenza come deambulatori, stampelle o bastoni; qualsiasi ortesi alla caviglia fornita normalmente va su entrambe le gambe piuttosto che su una sola.
- La monoplegia spastica interessa un singolo arto.
- La triplegia spastica interessa tre arti.
- La quadriplegia spastica ha tutti i quattro arti ugualmente colpiti. Le persone con quadriplegia spastica hanno meno probabilità di essere in grado di camminare, o se possono, di desiderare di camminare, perché i loro muscoli sono troppo tesi ed è uno sforzo eccessivo per farlo. Alcuni bambini con quadriplegia spastica hanno anche tremori emiparetici, un tremito incontrollabile che colpisce gli arti su un lato del corpo e compromette il normale movimento.

Nella paralisi cerebrale spastica nei bambini con basso peso alla nascita, il 25% dei bambini aveva emiplegia, il 37,5% aveva quadriplegia e il 37,5% aveva diplegia.

## Terapia

Baclofen

In qualsiasi manifestazione di PC spastica, il clono degli arti colpiti provoca,con intermittenza,spasmi muscolari, i quali causano dolore per via della tensione creata dal lavoro delle fibre muscolari .Questo lavoro di tensione si protrae fino all'esaurimento muscolare. Nel passato la spasticità provocava la comparsa precoce dei sintomi di stress muscolare come l'artrite e la tendinite, specialmente nei casi seguiti ambulatorialmente tra la metà degli anni '20 e l'inizio degli anni '30. Rispetto ad altri tipi di PC,come la PC ipotonico o alle disabilità motorie più generali, la PC spastica è in genere più gestibile dalla persona interessata e il trattamento medico può essere perseguito sui fronti ortopedici e neurologici per tutta la vita.
I regimi di terapia fisica e terapia occupazionale di stretching assistito, rafforzamento, compiti funzionali e / o attività fisica mirata ed esercizio fisico sono di solito i principali metodi per mantenere la PC spastica ben controllata. Nel caso in cui questi trattamenti risultino insufficienti si possono adottare farmaci vari come antispasmodici, botox, baclofene o persino una neurochirurgia nota come rizotomia dorsale selettiva (che elimina la spasticità eliminando i nervi che la causano).

## Prognosi
La spasticità aumenta con l'età delle persone con PC spastica. La paralisi cerebrale, inclusa la paralisi cerebrale spastica, ha un'evidente carenza generale di ricerca - il fatto che sia uno dei pochissimi principali gruppi di condizioni sul pianeta negli esseri umani per i quali la scienza medica non ha ancora (a partire dal 2011) dati empirici di ampio respiro sullo sviluppo e le esperienze di giovani adulti, adulti di mezza età e anziani . Un aspetto particolare risiede nel fatto che la paralisi cerebrale come definita dalla scienza moderna è stata scoperta e affrontata in modo specifico oltre 100  anni fa e che sarebbe quindi ragionevole aspettarsi ormai che almeno alcuni dati empirici sulle popolazioni adulte con queste condizioni sarebbero già stati raccolti da tempo, specialmente nella seconda metà del XX secolo quando le tecnologie esistenti per il trattamento sono migliorate . La stragrande maggioranza dei dati empirici sulle varie forme di paralisi cerebrale riguarda quasi esclusivamente i bambini (dalla nascita a circa 10 anni di età) e talvolta pre-adolescenti e adolescenti (11-13 anni).